# Piusoord
Piusoord was de naam van een instelling die zich bevindt aan de Bredaseweg 570 ten westen van Tilburg.
Het hoofdgebouw werd in 1938 ingewijd als "Klooster Mariahof" van de Broeders Penitenten. Van 1945 tot 1953 was hier het Sanatorium De Klokkenberg gevestigd. Dit ging verder als Medisch Centrum de Klokkenberg te Breda.
In 1954 werd deze inrichting bestemd voor de opvang van verstandelijk gehandicapten omdat de wachtlijsten voor hun overige instellingen te lang werden. In 1967 werd Piusoord, tezamen met de vijf overige instellingen van de broeders, ondergebracht in de Daniël de Brouwerstichting. Deze stichting werd niet meer rechtstreeks door de broeders geleid. Wel bleven dezen op Mariahof wonen. In 1987 werd deze stichting weer ontvlochten. In de jaren negentig is de naam van Piusoord veranderd in "Amarant".